# Liste des sites classés et inscrits du Doubs

Le département du Doubs en rouge sur la carte

La liste des sites classés du Doubs présente les sites naturels classés et inscrits du département du Doubs. Ils sont gérés par la DREAL de Franche-Comté. Le dossier de classement est  instruit par la Direction Régionale de l’Écologie de l'Aménagement et du Logement. Le classement intervient par arrêté du Ministre chargé des sites ou par décret en Conseil d’État. L’inscription est prononcée par arrêté du Ministre chargé des sites.
Au 31 décembre 2018, le département compte 46 sites classés répartis sur 51 communes et 68 sites inscrits qui concernent 96 communes.

## Critères
Compte tenu de leur nature, les sites sont classables d'après un ou plusieurs des cinq critères ci-après : 
- P : Pittoresque
- A : Artistique
- S : Scientifique
- H : Historique
- L : Légendaire

La plupart d'entre eux sont toutefois classés tous critères (TC)

## Liste des sites classés
Nota : Certains sites  sont pluri-communaux. D'autres ont fait l'objet de plusieurs arrêtés.
| Commune | Site classé | Date du classement          | Critère de classement | Géolocalisation | Superficie(ha) | Autres labels                                      | Illustration |
| --- | --- | --------------------------- | --------------------- | --------------- | -------------- | -------------------------------------------------- | ------------ |
| Baume-les-Dames, Pont-les-Moulins, Guillon-les-Bains, Cusance                                                               | La vallée du Cusancin | Décret du 30 avril 1997     | P                     |                 | 803,96         |                                                    |              |
| Belvoir | Le château de Belvoir | Décret du 25 septembre 1992 | H et P                |                 | 46,72          | Inscrit MH (1956)                                  |              |
| Besançon | La citadelle | Arrêté du 3 décembre 1924   |                       |                 | 9,29           | Classé MH (1942, 1944) · Patrimoine mondial (2008) |              |
| Besançon | La citadelle vue de la percée située devant la gare Viotte | Arrêté du 21 octobre 1931   | TC                    |                 | 8,84           |                                                    |              |
| Besançon | Parc et table de pierre historique au 32 avenue de Montrapon au lieu-dit "Grange Huguenet"                                                                                   | Arrêté du 10 septembre 1936 | TC                    |                 | 4,59           |                                                    |              |
| Besançon | La partie nord du cimetière des Chaprais | Arrêté du 10 mars 1977      | TC                    |                 | 1,59           |                                                    |              |
| Besançon | Les parties de l'île de Malpas comprenant les parcelles 815, 816, 818 à 822, 830 section D                                                                                   | Arrêté du 17 mai 1939       | TC                    |                 | 1,41           |                                                    |              |
| Besançon | Les terrains avoisinant le site de la Roche d'Or | Arrêté du 17 septembre 1931 | TC                    |                 | 5,25           |                                                    |              |
| Beure | La cascade du Bout du Monde | Arrêté du 2 mai 1912        | TC                    |                 | 0,92           |                                                    |              |
| Bonnevaux-le-Prieuré, Charbonnières-les-Sapins, Chassagne-Saint-Denis, Foucherans, Malbrans, Ornans, Saules, Scey-Maisières | L'ensemble formé par les falaises d'Ornans et la vallée de la Brême | Décret du 26 septembre 2003 | P et S                |                 | 2180,2         |                                                    |              |
| Bournois | Les grottes de la Baume | Arrêté du 23 mai 1912       | TC                    |                 | 7,08           |                                                    |              |
| Bretonvillers, Plaimbois-du-Miroir                                                                                          | Le site de Gigot | Arrêté du 10 février 1913   | A                     |                 | 0,75           |                                                    |              |
| Chamesol | Les grottes et le château de La Roche | Arrêté du 23 mai 1912       | TC                    |                 | 2,88           |                                                    |              |
| Charquemont | Les rochers de la Cendrée, situés en bordure de la RN 464, parcelle 74 section C, lieu-dit La Cendrée                                                                        | Décret du 20 juillet 1937   | P                     |                 | 4,67           |                                                    |              |
| Chassagne-Saint-Denis, Cléron                                                                                               | Les ruines du Castel Saint-Denis | Arrêté du 16 mars 1934      | TC                    |                 | 9,34           | Classé MH (1987)                                   |              |
| Chaux-lès-Passavant | La grotte de la glacière | Arrêté du 23 mai 1912       | A                     |                 | 7,08           |                                                    |              |
| Chenecey-Buillon | Les grottes de Chenecey-Buillon | Arrêté du 23 mai 1912       | TC                    |                 | 0,14           |                                                    |              |
| Les Combes | Le trésor et les grottes de Remonot | Arrêté du 12 août 1914      | TC                    |                 | 7,07           | Inscrit MH (2009, Grotte chapelle)                 |              |
| Les Combes | Les gorges de Remonot, au lieu-dit la Grotte | Arrêté du 23 mai 1912       | TC                    |                 | 7,08           |                                                    |              |
| Crouzet-Migette, Sainte-Anne                                                                                                | Le pont du Diable | Arrêté du 2 mai 1912        | TC                    |                 | 7,08           |                                                    |              |
| Crouzet-Migette, Nans-sous-Sainte-Anne                                                                                      | Le Creux Billard, la source du Lison et la grotte Sarrazine | Arrêté du 2 mai 1912        | A                     |                 | 1,8            |                                                    |              |
| Etalans | Le puits de Poudrey, situé dans la parcelle 738 section | Arrêté du 25 novembre 1932  | TC                    |                 | 13,58          |                                                    |              |
| Fourcatier-et-Maison-Neuve                                                                                                  | Les cascades du Doubs, dans la partie de la rive droite appartenant à la commune                                                                                             | Arrêté du 23 mai 1912       |                       |                 | 7,07           |                                                    |              |
| Gondenans-Montby | Les grottes de Gondenans-Montby, situées dans la parcelle 52 | Arrêté du 25 novembre 1932  | TC                    |                 | 1,39           |                                                    |              |
| Les Hôpitaux-Vieux, Montperreux, Touillon-et-Loutelet                                                                       | Le ruisseau et la vallée de Fontaine-Ronde | Arrêté du 23 mars 1912      | A                     |                 | 150,59         |                                                    |              |
| Jallerange | Le parc du château de Jallerange | Arrêté du 19 juillet 1943   | TC                    |                 | 3,93           | Inscrit MH (2014)                                  |              |
| La Longeville, Ville-du-Pont                                                                                                | Les parties du défilé d'Entre-Roches comprenant les rives du Doubs | Arrêté du 25 mars 1939      | TC                    |                 | 30,97          |                                                    |              |
| Loray | Le vieux tilleul | Arrêté du 22 septembre 1932 | TC                    |                 |                |                                                    |              |
| Mandeure | Le théâtre romain | Arrêté du 23 mai 1912       | TC                    |                 | 0,95           | Classé MH (1964)                                   |              |
| Montbéliard | La citadelle | Décret du 4 mars 1932       | TC                    |                 | 4,46           |                                                    |              |
| Montbéliard | Les ex huit gros arbres situés sur le haut plateau du parc dominant au nord la ville, parcelle 364 section B                                                                 | Arrêté du 29 janvier 1934   | TC                    |                 | 7,08           |                                                    |              |
| Montferrand-le-Château | Les ruines du château de Monferrand, parcelle 1268p, section C | Arrêté du 5 février 1934    | TC                    |                 | 0,93           | Inscrit MH (1926)                                  |              |
| Montjoie-le-Château | Les ruines du château de Montjoie, parcelle 29 section A | Arrêté du 27 janvier 1934   | TC                    |                 | 0,43           | Inscrit MH (1985)                                  |              |
| Montperreux | La source Bleue et sa cascade | Arrêté du 27 décembre 1913  | A                     |                 | 3,99           |                                                    |              |
| Mouthier-Haute-Pierre, Ouhans                                                                                               | L'ensemble formé par les Gorges de Nouailles, la source de la Loue, le cours de la Loue en amont de l'usine électrique, la source du Pontet et la grotte des Faux-Monnayeurs | Arrêté du 18 mars 1933      | P                     |                 | 206,26         |                                                    |              |
| Myon | Le Gour de Conche, la cascade ainsi que ses abords | Arrêté du 25 avril 1938     | TC                    |                 | 0,22           |                                                    |              |
| Pontarlier | Le rocher dit Les Dames les Entreportes | Arrêté du 23 mai 1912       | TC                    |                 | 0,83           |                                                    |              |
| Roset-Fluans | Les grottes d'Osselle | Arrêté du 2 mai 1912        | TC                    |                 | 7,08           |                                                    |              |
| Touillon-et-Loutelet | La source de Fontaine-Ronde, à Touillon-et-Loutelet | Arrêté du 27 décembre 1913  | TC                    |                 |                |                                                    |              |
| Vaire-Arcier | Les sources d’Arcier et leurs abords | Arrêté du 13 janvier 1947   |                       |                 | 7,63           |                                                    |              |
| Vandoncourt | Le pont Sarrazin | Arrêté du 23 mai 1912       | TC                    |                 | 1,34           |                                                    |              |
| Vercel-Villedieu-le-Camp | Les ex deux tilleuls situés devant la chapelle Notre-Dame-des-Malades, à Vercel                                                                                              | Arrêté du 23 février 1928   | TC                    |                 | 7,07           |                                                    |              |
| Villers-le-Lac | L'ensemble constitué par les bassins et le saut du Doubs | Décret du 20 septembre 2001 | P                     |                 | 438,78         |                                                    |              |
| Villers-le-Lac | Le col des Roches | Arrêté du 23 mai 1912       | A                     |                 |                |                                                    |              |
| Vuillafans | Le vieux pont et les immeubles avoisinants | Arrêté du 5 février 1934    | TC                    |                 | 0,29           |                                                    |              |

## Liste des sites inscrits
Nota : Certains sites  sont pluri-communaux. D'autres ont fait l'objet de plusieurs arrêtés.
| Commune | Site inscrit                                               | Date de l'inscription        | Géolocalisation | Superficie(ha) | Autres labels     | Illustration |
| --- | ---------------------------------------------------------- | ---------------------------- | --------------- | -------------- | ----------------- | ------------ |
| Abbans-Dessus | Site du village d'Abbans-Dessus                            | Décret du 30 mars 1982       |                 | 406,8          |                   |              |
| Amondans, Malans | Gorges du ruisseau d'Amondans et de Malans                 | Décret du 5 novembre 1942    |                 | 6,02           |                   |              |
| Amondans, Cademène, Cessey, Charnay, Châtillon-sur-Lison, Chenecey-Buillon, Chouzelot, Cléron, Courcelles, Lizine, Lods, Montgesoye, Mouthier-Haute-Pierre, Ornans, Quingey, Rouhe, Rurey, Scey-Maisières, Vorges-les-Pins, Vuillafans | Haute et moyenne vallée de la Loue                         | Décret du 7 mars 1979        |                 | 12934,28       |                   |              |
| Arguel, Beure | Château d'Arguel et grotte Saint-Georges                   | Décret du 16 septembre 1942  |                 | 17,75          |                   |              |
| Avanne-Aveney | Rochers de Valmy et de Martelin                            | Décret du 16 septembre 1942  |                 | 2,1            |                   |              |
| Avanne-Aveney | Plan d'eau du Doubs à Avanne                               | Décret du 4 avril 1946       |                 | 4,79           |                   |              |
| Baume-les-Dames | Place Chamars                                              | Décret du 11 mars 1935       |                 | 0,24           |                   |              |
| Belvoir, Rahon, Sancey | Val de Sancey à Belvoir                                    | Décret du 1er septembre 1993 |                 | 494,68         |                   |              |
| Besançon | Centre ancien de Besançon et ses abords                    | Décret du 15 septembre 1977  |                 | 1240,67        |                   |              |
| Beure | Site du village de Beure                                   | Décret du 18 juin 1973       |                 | 96,35          |                   |              |
| Bouverans, Frasne | Tourbière et marais de l'Ecoulans                          | Décret du 30 septembre 1966  |                 | 55,78          |                   |              |
| Champlive | Château de Vaite                                           | Décret du 5 novembre 1942    |                 | 3,63           |                   |              |
| Chapelle-des-Bois | Site de Chapelle-des-Bois                                  | Décret du 2 mai 1974         |                 | 3989,41        |                   |              |
| Charmauvillers, Goumois | Point de vue de la corniche de Goumois                     | Décret du 4 mars 1943        |                 | 32,52          |                   |              |
| Charquemont | Échelles et rochers de la mort                             | Décret du 24 février 1943    |                 | 67,41          |                   |              |
| Châtillon-le-Duc | Fort de Châtillon-le-Duc                                   | Décret du 5 novembre 1942    |                 | 1,34           |                   |              |
| Chaux-lès-Passavant, Orsans | Site de la Grâce-Dieu                                      | Décret du 25 janvier 1944    |                 | 76,14          | Inscrit MH (1995) |              |
| Chazot | Puits Fenoz                                                | Décret du 4 avril 1946       |                 | 1,72           |                   |              |
| Clerval | Site du château de Clerval                                 | Décret du 17 décembre 1942   |                 | 0,14           |                   |              |
| Consolation-Maisonnettes | Cirque de Consolation                                      | Décret du 14 décembre 1942   |                 | 147,19         |                   |              |
| Corcondray | Tour de Corcondray                                         | Décret du 13 novembre 1942   |                 | 0,92           | Inscrit MH (1932) |              |
| Courchapon | Source de la Roche                                         | Décret du 13 novembre 1942   |                 | 0,95           |                   |              |
| Crouzet-Migette, Nans-sous-Sainte-Anne | Site du Lison                                              | Décret du 25 mars 1946       |                 | 31,57          |                   |              |
| Cubry, Nans | Le château de Bournel, le village de Cubry et leurs abords | Décret du 17 février 1995    |                 | 409,04         | Classé MH (1989)  |              |
| Étrabonne | Le château d'Étrabonne                                     | Décret du 13 novembre 1942   |                 | 0,91           | Inscrit MH (1968) |              |
| Étrabonne | La maison du bailliage                                     | Décret du 9 septembre 1942   |                 | 0,75           |                   |              |
| Fessevillers, Goumois | Corniche de Goumois                                        | Décret du 4 mars 1943        |                 | 40,93          |                   |              |
| Fourcatier-et-Maison-Neuve | Site du village de Fourcatier-et-Maison-Neuve              | Décret du 23 mai 1912        |                 | 276,85         |                   |              |
| Frasne | Tourbière de Frasne                                        | Décret du 30 septembre 1966  |                 | 267,42         |                   |              |
| Grand'Combe-Châteleu, Les Combes | Défilé de la Roche du Coin                                 | Décret du 6 avril 1946       |                 | 27,66          |                   |              |
| Grand'Combe-Châteleu, Les Combes | Rochers de la Roche Fleurie                                | Décret du 10 avril 1946      |                 | 36,6           |                   |              |
| Hautepierre-le-Châtelet | Site des rochers                                           | Décret du 14 avril 1943      |                 | 27,38          |                   |              |
| Hyèvre-Paroisse | Le fauteuil de Gargantua                                   | Décret du 11 décembre 1942   |                 | 15,08          |                   |              |
| Jallerange | Clôture est et chemin du château                           | Décret du 19 juillet 1943    |                 | 0,04           |                   |              |
| La Cluse-et-Mijoux, Pontarlier, Verrières-de-Joux | Montagne du Larmont                                        | Décret du 28 juillet 1976    |                 | 2161,6         |                   |              |
| La Longeville, Ville-du-Pont | Défilé d'Entre-Roches                                      | Décret du 25 mars 1939       |                 | 3,36           |                   |              |
| Labergement-Sainte-Marie, Remoray-Boujeons | Lac de Remoray                                             | Décret du 4 octobre 1943     |                 | 96,78          |                   |              |
| Labergement-Sainte-Marie, Les Grangettes, Malbuisson, Montperreux, Oye-et-Pallet, Saint-Point-Lac | Lac de Saint-Point                                         | Décret du 28 octobre 1977    |                 | 1018,97        |                   |              |
| Laissey | Vues panoramiques sur Laissey                              | Décret du 16 septembre 1942  |                 | 1,49           |                   |              |
| Les Bréseux | Roches du Bourbet                                          | Décret du 23 février 1943    |                 | 29,03          |                   |              |
| L'Isle-sur-le-Doubs | Le canal du moulin                                         | Décret du 16 janvier 1946    |                 | 0,27           |                   |              |
| Mancenans-Lizerne | Grottes de l'Ermitage                                      | Décret du 24 janvier 1943    |                 | 5,17           |                   |              |
| Mancenans-Lizerne | Cascade de Waroly                                          | Décret du 6 janvier 1943     |                 | 7,57           |                   |              |
| Mandeure | Site antique                                               | Décret du 2 juillet 1972     |                 | 50,48          |                   |              |
| Moncley | Site du village de Moncley                                 | Décret du 21 septembre 1982  |                 | 789,94         |                   |              |
| Montandon, Saint-Hippolyte | Falaise et ravin de Mouillevillers                         | Décret du 1er mars 1943      |                 | 12,69          |                   |              |
| Montfaucon | Belvédère du fort de Montfaucon                            | Décret du 11 juillet 1942    |                 | 0,7            |                   |              |
| Morre | Ravin du val d'enfer                                       | Décret du 3 juillet 1943     |                 | 3,3            |                   |              |
| Mouthe | Source du Doubs                                            | Décret du 10 décembre 1935   |                 | 3,15           |                   |              |
| Mouthe | Tourbière de Mouthe                                        | Décret du 30 septembre 1966  |                 | 25,63          |                   |              |
| Mouthier-Haute-Pierre | Site du village de Mouthier-Haute-Pierre                   | Décret du 25 octobre 1974    |                 | 628,81         |                   |              |
| Nans-sous-Sainte-Anne | Château Mirabeau                                           | Décret du 2 décembre 1943    |                 | 0,23           |                   |              |
| Nans-sous-Sainte-Anne | Source du Verneau                                          | Décret du 21 octobre 1943    |                 | 4,93           |                   |              |
| Passonfontaine | Tourbière de Passonfontaine                                | Décret du 30 septembre 1966  |                 | 34,33          |                   |              |
| Pierrefontaine-les-Varans, Plaimbois-Vennes | Ruines du moulin des épais rochers                         | Décret du 4 mars 1943        |                 | 128,43         |                   |              |
| Pierrefontaine-les-Varans | Ruisseau du Val                                            | Décret du 31 décembre 1942   |                 | 29,21          |                   |              |
| Plaimbois-Vennes | Source du moulin de Vermondans                             | Décret du 13 mars 1943       |                 | 7,74           |                   |              |
| Pontarlier | Place Sainte-Bénigne                                       | Décret du 11 mars 1963       |                 | 0,24           |                   |              |
| Pont-les-Moulins, Silley-Bléfond | Gorges de l'Audeux                                         | Décret du 5 novembre 1942    |                 | 10,74          |                   |              |
| Rennes-sur-Loue | La Loue et ses rives                                       | Décret du 6 avril 1946       |                 | 2,28           |                   |              |
| Rosureux | Les rives du Dessoubre                                     | Décret du 12 janvier 1943    |                 | 9,13           |                   |              |
| Roulans | Le château de Roulans                                      | Décret du 19 juin 1942       |                 | 2,02           | Inscrit MH (1995) |              |
| Saint-Julien-lès-Montbéliard | Site du village                                            | Décret du 8 février 1979     |                 | 377,14         |                   |              |
| Saône | Les fosses de Saône                                        | Décret du 19 juin 1942       |                 | 5,43           |                   |              |
| Thoraise | Notre-Dame du Mont                                         | Décret du 15 février 1943    |                 | 1,66           |                   |              |
| Thoraise | Château de Thoraise                                        | Décret du 4 mars 1943        |                 | 1,83           |                   |              |
| Thoraise | Canal Monsieur                                             | Décret du 10 février 1943    |                 | 0,92           |                   |              |
| Vaufrey | Eglise et cimetière                                        | Décret du 12 mai 1943        |                 | 1,49           |                   |              |
| Villers-le-Lac | Bassin de Chaillexon                                       | Décret du 5 novembre 1943    |                 | 72,07          |                   |              |